# Миниха
Миниха — упразднённая деревня в Сергиево-Посадском городском округе Московской области России.

## География
Урочище находится в северо-восточной части области, в зоне хвойно-широколиственных лесов, к югу от автодороги 46К-8191, на расстоянии примерно 28 километров (по прямой) к северо-западу от города Сергиев Посад, административного центра округа.

### Климат
Климат характеризуется как умеренно континентальный, с умеренно холодной зимой и тёплым летом. Среднегодовая температура воздуха — +2,7 °C. Средняя температура воздуха самого холодного месяца (января) — −11,3 °C (абсолютный минимум — −48 °C), средняя температура самого тёплого (июля) — +17 °С (абсолютный максимум — +36 °C). Годовое количество атмосферных осадков — 630 мм, из которых около 70 % выпадает в период с апреля по октябрь.

## История
В «Списке населённых мест Владимирской губернии по сведениям 1859 года» населённый пункт упомянут как владельческое сельцо Александровка Александровского уезда, расположенное в 62 верстах от уездного города. В сельце насчитывалось 7 дворов и проживало 52 человека (28 мужчин и 24 женщины).
По состоянию на 1905 год, в Александровке имелось 10 дворов и проживало 92 человека. В административном отношении сельцо входило в состав Константиновской волости.
По данным 1926 года в Минихе имелось 13 хозяйств (в том числе 12 крестьянских) и проживало 69 человек (34 мужчины и 35 женщин). Являлась частью Кузьминского сельсовета Константиновской волости Сергиевского уезда Московской губернии.